# 5284 Orsilocus
5284 Orsilocus (1989 CK2) là một Trojan của Sao Mộc được phát hiện ngày 1 tháng 2 năm 1989 bởi C. S. Shoemaker ở Palomar.